# Cristianismo en Argelia

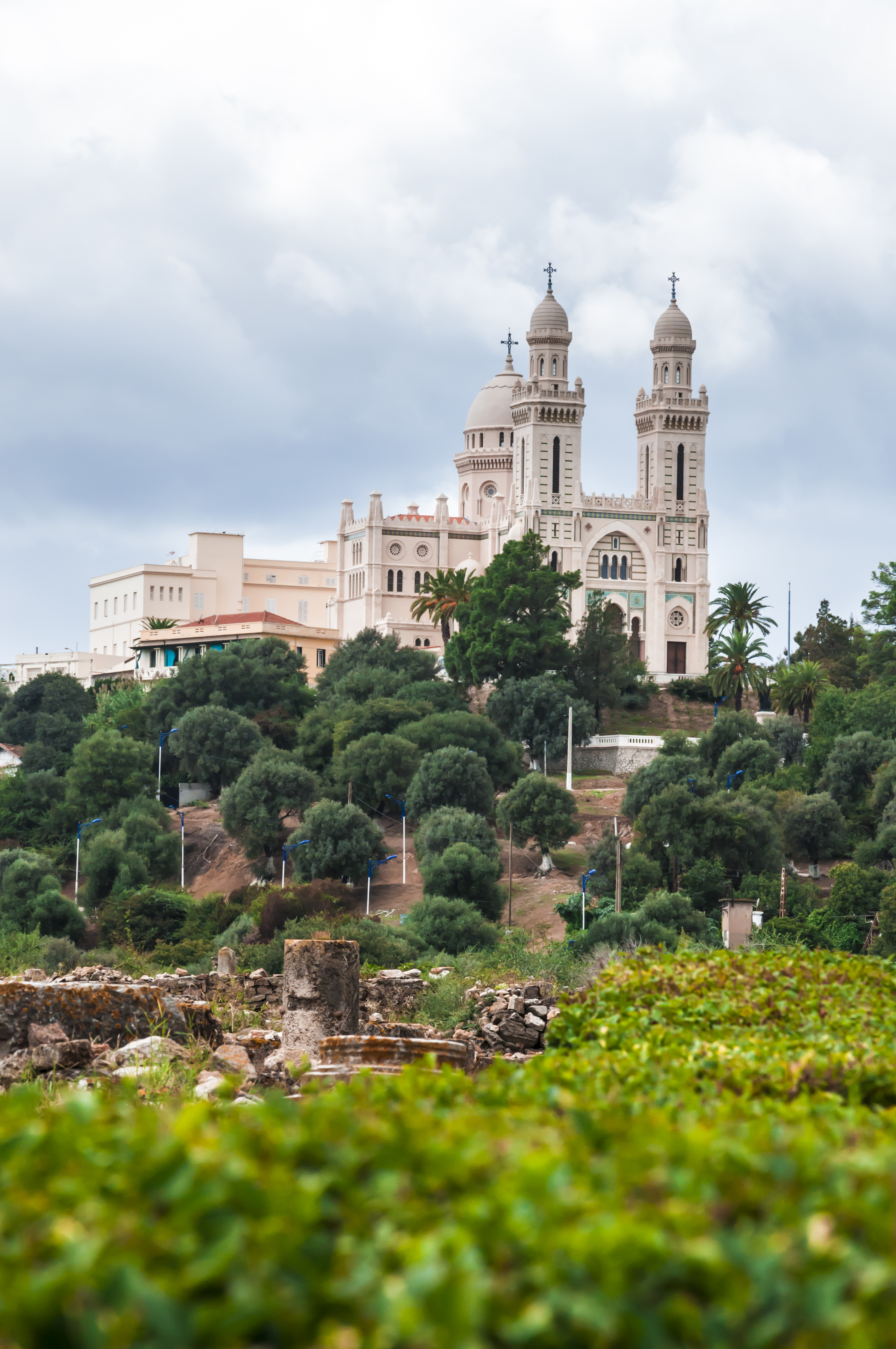
Basílica católica de San Agustín en Annaba.

El cristianismo se introdujo en Argelia, y en general, en el Norte de África, durante la época romana. El cristianismo se fue expandiendo hacia el Occidente, desde Alejandría (Egipto), que según la leyenda sería el propio San Marcos quien lo introdujo en el año 61. Serían los misioneros o mercaderes griegos y romanos los que llevaran la nueva fe. La primera evidencia del cristianismo en el Magreb, se produce en el año 180 cuando está registrado que se ejecutaron a 12 cristianos en Cartago (hoy, Túnez) por no haber realizado sacrificios al emperador.
Según el historiador Theodor Mommsen, lo que ahora es la Argelia mediterránea, era completamente cristiana en el siglo V. Un cristiano bereber notable de Argelia fue San Agustín (y su madre, Santa Mónica), importantes santos de la cristiandad. La influencia del cristianismo declinó durante el período caótico de las invasiones vándalas, pero se fortaleció en el período bizantino posterior. Después de las invasiones árabes del siglo VII, el cristianismo comenzó a desaparecer gradualmente.
En la actualidad, el norte de África es mayoritariamente musulmán. El islam es la religión del Estado en Argelia, Libia, Marruecos y Túnez. Aunque la práctica y expresión de otras confesiones está garantizada por ley, el mismo marco legal tiende a restringir a las religiones minoritarias la posibilidad de buscar activamente la conversión a su religión, o incluso, construir o reparar iglesias. Los conversos al cristianismo pueden ser investigados y registrados por las autoridades, además de poder ser castigados. Existen indicios de que en los últimos años se ha producido un aumento de las conversiones al cristianismo entre los musulmanes norteafricanos, aunque en muchos casos el gobierno no cambia la religión del islam en los documentos de identidad de los ciudadanos. A pesar de todo, el número total de cristianos sigue siendo muy bajo en relación con la población de estos países. En 2009, el porcentaje de cristianos en Argelia era inferior al 2%. En ese mismo estudio, las Naciones Unidas contabilizaron 100.000 católicos y 45.000 protestantes en el país. Aunque los cristianos son una minoría religiosa en Argelia, todavía se pueden encontrar iglesias construidas durante la dominación francesa.
Las conversiones al cristianismo han sido más frecuentes en la región de Cabilia,< especialmente en el valiato de Tizi Uzu, donde la proporción de cristianos se ha estimado entre el 1% y el 5%. En ocasiones, los cristianos han sido objeto de ataques por motivos religiosos. Un estudio de 2015 estimaba en 380.000 el número de musulmanes convertidos al cristianismo en Argelia.
En 1996, Pierre Claverie, obispo de Orán, fue asesinado por terroristas. Este asesinato se produjo poco después del de siete monjes de la Trapa de Tibhirine y de seis monjas. Este acto terrorista formaba parte de una tendencia general de violencia durante la guerra civil argelina de los años 90, conocida comúnmente como la Década Negra. Durante este periodo, entre 100.000 y 200.000 argelinos perdieron su vida.

## Historia

### El cristianismo antes de la conquista árabe

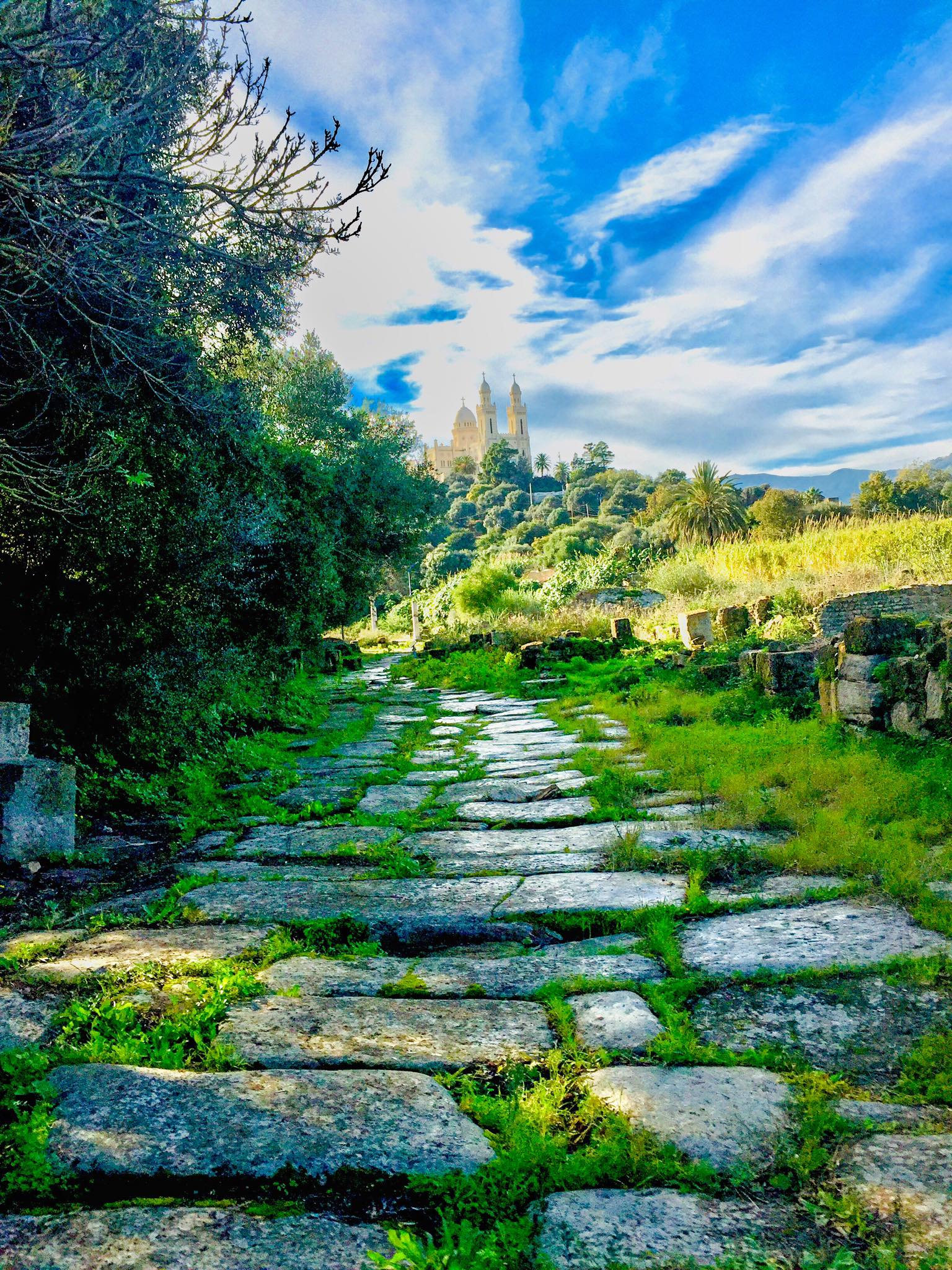
Ruinas de Hipona. A lo lejos, la basílica de San Agustín.

Desde la época de la provincia romana de África (c. 146 a. C. hasta el 435), en la época apostólica (siglo I), Argelia se empezó a cristianizar con un denominado cristianismo primitivo, a partir de Cartago.
Agustín de Hipona (354-430, santo, padre de la Iglesia, doctor de la Iglesia) es famoso por sus obras (La Trinidad, La ciudad de Dios, Confesiones) y sus luchas contra las herejías, el donatismo mayoritario, luego el pelagianismo (Concilio de Cartago (418)). Frente a los donatistas, sostenía que la indignidad de un ministro no afectaba a la validez de los sacramentos porque su verdadero ministro era Cristo. Agustín es uno de los florones de la literatura latina en el África romana.
La persecución a cristianos en el Imperio romano también tuvo lugar en el norte de África. Un ejemplo fue Robba (384-434), una monja donatista.
Varios reinos bereberes, algunos al menos parcialmente cristianizados, se repartieron los territorios, entre ellos: el reino de Uarsenis (430-535), el reino de Orés (484-703), el reino de Altava (578-708). El Reino Mauro Romano (429-578), formado en gran parte por bereberes romanizados, remite al Imperio bizantino. El reino vándalo (435-534) llevó el arrianismo por una amplia franja costera (Numidia) y por la antigua provincia de África (proconsular), incluyendo territorios cartagineses, lo que provocó conflictos con algunas poblaciones bereberes trinitarias. La prefectura del pretorio de África (534-591) y luego el Exarcado de Cartago (591-698) restablecieron el cristianismo trinitario.
Con la conquista musulmana del Magreb (647-709), seguida de la arabización e islamización a lo largo de dos generaciones, las tensiones teológicas cristianas se resolvieron durante mucho tiempo en Argelia (como en Marruecos, Túnez, Libia y Egipto).

### El cristianismo tras la conquista árabe

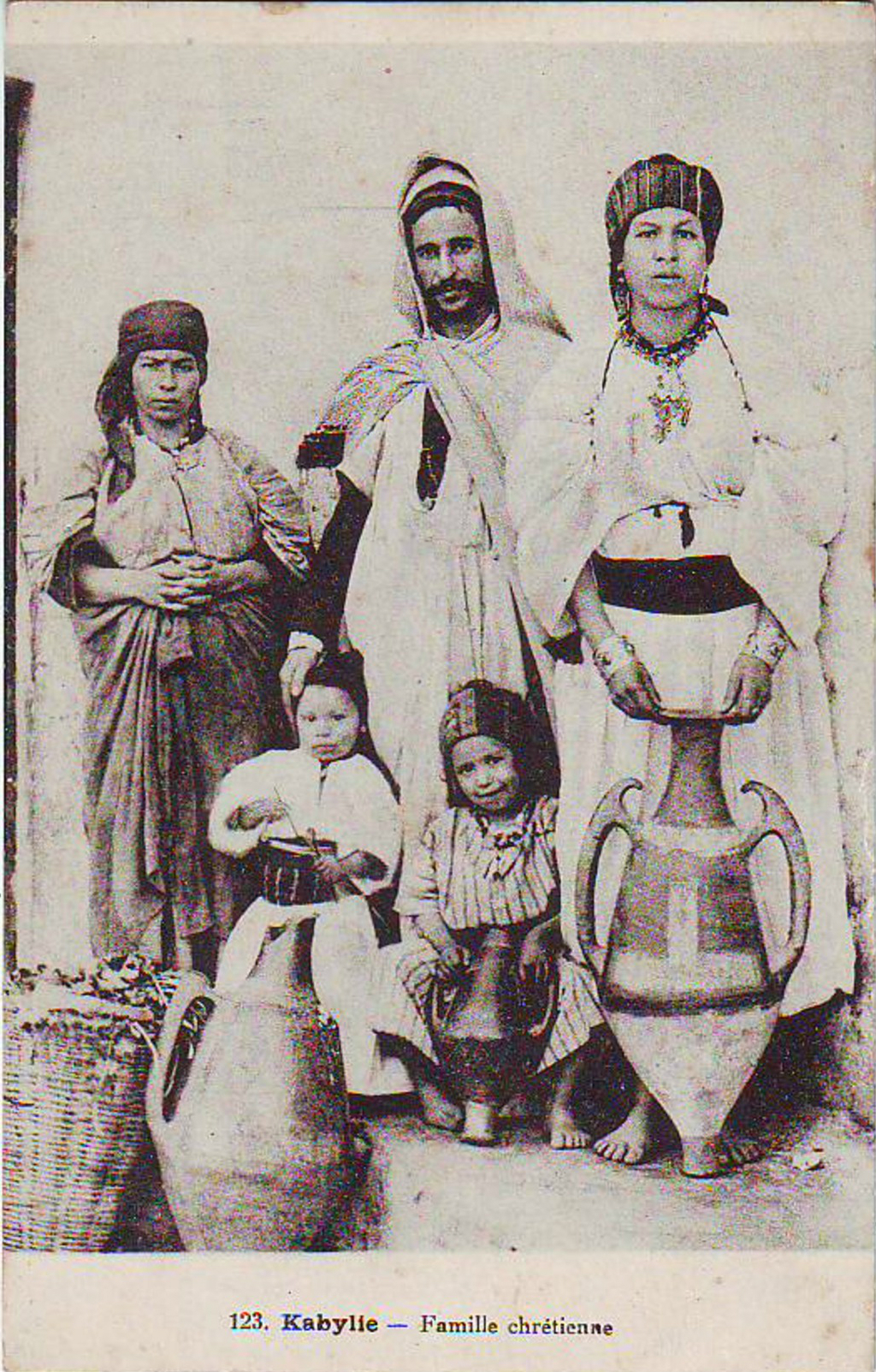
Familia cristiana bereber de Cabilia.

En general, se considera que la conquista árabe del califato omeya puso fin al cristianismo en Argelia durante varios siglos. El análisis clásico es que la Iglesia carecía de un monacato fuerte en aquella época y estaba implicado en herejías como el donatismo, que contribuyó a la destrucción de la Iglesia en Tamazgha. Esto suele contrastarse con el caso de la Iglesia copta egipcia, que tenía una fuerte tradición de monacato que le permitió seguir siendo mayoritaria hasta el siglo XIV.
Sin embargo, han aparecido nuevos estudios que lo ponen en duda. Hay noticias de que la fe cristiana persistió en la región desde Tripolitania (actual Libia occidental) hasta el actual Marruecos durante varios siglos después de la conquista árabe en el 700. En 1114 se tiene constancia de una comunidad cristiana en Qal'a, en el centro de Argelia. También hay pruebas de peregrinaciones religiosas, después del 850, a tumbas de santos cristianos fuera de la ciudad de Cartago, y pruebas de contactos religiosos con cristianos de la España musulmana. Además, las reformas del calendario adoptadas en Europa en esta época se difundieron entre los cristianos autóctonos de Túnez.
El cristianismo local se vio sometido a presiones cuando los regímenes fundamentalistas musulmanes de los almohades y los almorávides llegaron al poder, y los registros muestran exigencias de que los cristianos locales de Túnez se convirtieran al islam. Se tiene constancia de la existencia de habitantes cristianos y de un obispo en la ciudad de Cairuán hacia 1150, un dato significativo, ya que esta ciudad fue fundada por los árabes musulmanes hacia 680 como centro administrativo tras su conquista. La población cristiana autóctona de M'zab persistió hasta el siglo XI. Una carta de los archivos de la Iglesia católica del siglo XIV indica que había cuatro obispados en el norte de África, lo que supone un fuerte descenso con respecto a los más de cuatrocientos obispados existentes en la época de la conquista árabe. Los cristianos bereberes siguieron viviendo en la ciudad de Túnez y Nefzaua, en el sur de Túnez, hasta el primer cuarto del siglo XV.
Serapio de Argel (1179-1240) fue un mártir cristiano de origen irlandés o escocés, religioso de la Orden de Nuestra Señora de la Merced (mercedarios), encargado de negociar la redención de los cristianos esclavizados. Bajo la Regencia de Argel (1516-1830), el comercio de esclavos berberiscos se reguló mediante la creación de la Escala de Levante, tras las capitulaciones entre Francisco I y Solimán el Magnífico en 1536.